# Tranchée de Chattancourt
 (novembre 2017).
Si vous disposez d'ouvrages ou d'articles de référence ou si vous connaissez des sites web de qualité traitant du thème abordé ici, merci de compléter l'article en donnant les références utiles à sa vérifiabilité et en les liant à la section « Notes et références ».

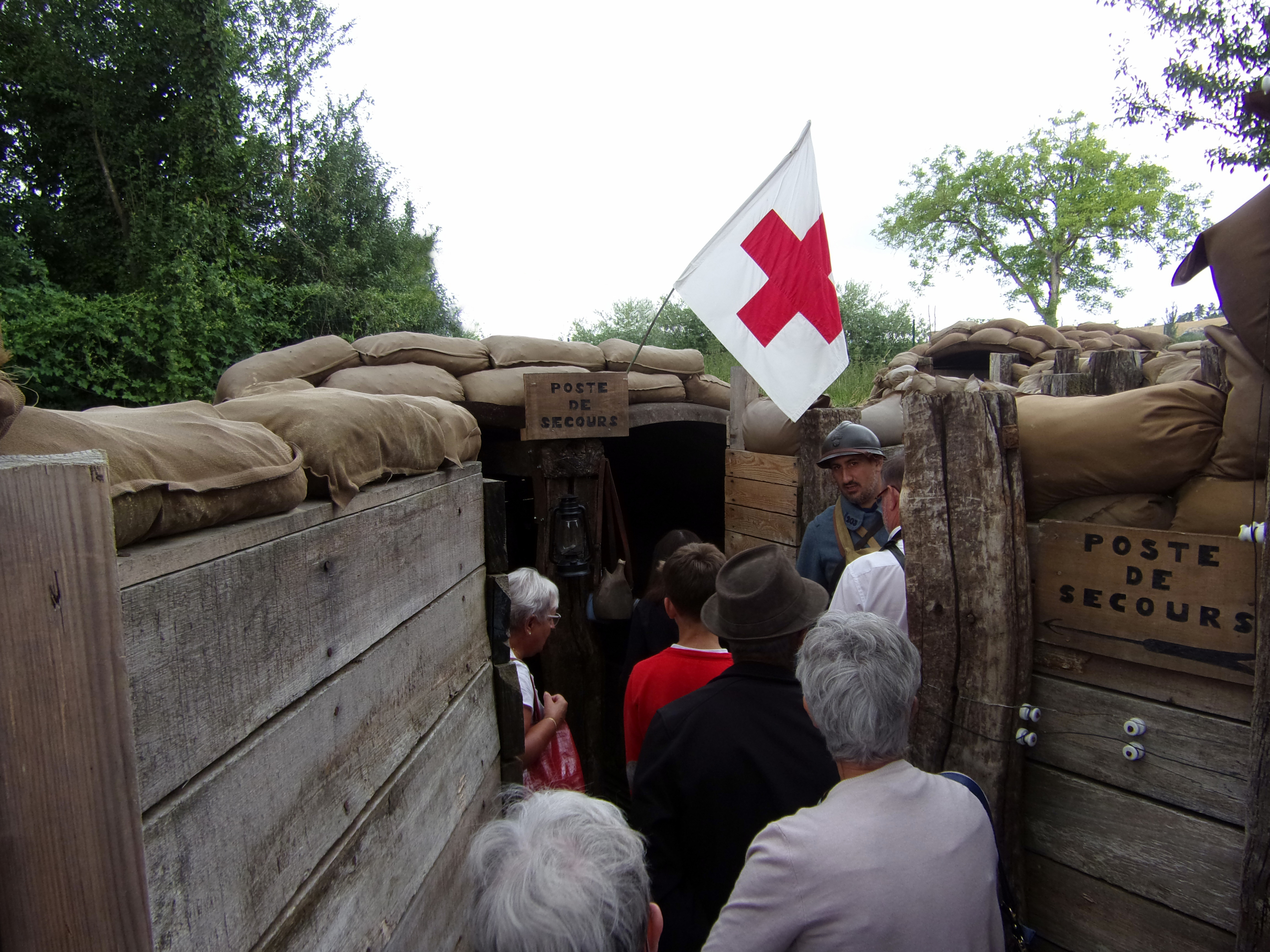
Visite guidée d'un groupe à la Tranchée de Chattancourt

La tranchée de Chattancourt est un lieu de mémoire de la Première Guerre mondiale situé sur le territoire de la commune de Chattancourt dans le département de la Meuse.

## Localisation
La tranchée de Chattancourt est située au Nord-Ouest du département de la Meuse à proximité de la colline du Mort-Homme (Côte 295) et de la nécropole de Chattancourt. On y accède par la route départementale D38B.

## Histoire
Fin août 1914, deux uhlans partis en reconnaissance font une intrusion à la sortie de Chattancourt sur la route qui mène à la colline du Mort-Homme. Ils demandent à deux jeunes garçons de remplir leur gourde à une petite fontaine. Ils seront les seuls Allemands à pénétrer dans le village de toute la première guerre mondiale (excepté les prisonniers de guerre).
À partir de 1915, Chattancourt devient un village de l’arrière. Plusieurs régiment y cantonnent. Certaines familles habitent toujours le village et la cohabitation se passe bien. En 1915, les premiers obus tombent et l’église est touchée. Le front se situe au nord de la commune, à quelques kilomètres dans le village de Béthincourt. Le 12 février 1916, la population civile du village est évacuée.
Le 6 mars 1916, les Allemands lancent leur offensive sur la rive gauche de la Meuse. De mars à juillet 1916, le secteur de Chattancourt est soumis à de violent combats. La commune se retrouve en première ligne. Elle marque l'avance extrême allemande sur la rive gauche. Le 20 août 1917, les Français lancent une offensive pour dégager le secteur. La Légion étrangère participe à cette offensive.
En 1918, le secteur de Chattancourt devient calme. Le 19 septembre, les ruines du village ainsi que les tranchées sont occupées par les soldats américains de la 80e Division.
Après-guerre, le village est reconstruit et devient un lieu de pèlerinage de la Grande Guerre.
Au fil du temps, les tranchées du champ de bataille de Verdun sont comblées, ne subsistent que quelques traces dans les forêts.
Le chantier prévu pour 2014 est retardé à cause des demandes d’autorisations. Les travaux commencent au printemps 2016. Le 22 février 2017, l’association « La Tranchée de Chattancourt » est créée et les premières visites ont lieu à partir du 1er avril 2017. 100 m de tranchées ont été totalement reconstitués avec abris (poste de secours, abri officiers etc).

## Caractéristiques
La tranchée de Chattancourt est la seule tranchée reconstituée et visitable du champ de bataille de Verdun.
Un mur de mémoire est mis à disposition des visiteurs afin d’y accrocher une photo ou un document relatif à un ancêtre qui a participé à la Grande Guerre.
Lors de l’offensive française du 20 août 1917, la Légion étrangère qui stationne dans les ruines de Chattancourt prendra part aux combats. Il s’agit du seul secteur de la Meuse où la Légion Étrangère a participé aux combats. Certains des légionnaires morts pendant l’offensive reposent dans la nécropole de Chattancourt.
Le 1er août 2018, Frank Roger représentant de l'association Nationale pour le souvenir des Dardanelles et du Front d’Orient s'est rendu à la Tranchée de Chattancourt et a prélevé de la terre sacrée de Verdun pour le monument commémoratif de la bataille de Dobro Polje en Macédoine.

## Articles
- France 3 : 15/08/2017

- Le Quotidien : 10/08/2017

- Est Républicain : 18/09/2017